# 容器 (虚拟化)
在软件工程中，容器技术是一种轻量级的操作系统层面虚拟化技术，为软件应用及其依赖组件提供一个资源独立的运行环境。在容器化过程中，应用程序及其所有必要的依赖关系会被打包成一个可重用的镜像。镜像运行环境不与主操作系统共享内存、CPU和硬盘空间，以保证容器内部进程与外部进程相互独立。Docker是最受欢迎的容器化技术之一。
许多云服务提供商都有提供基于容器的云服务，例如Google雲端平台、亚马逊云计算服务和Microsoft Azure等。